# Anel coronal

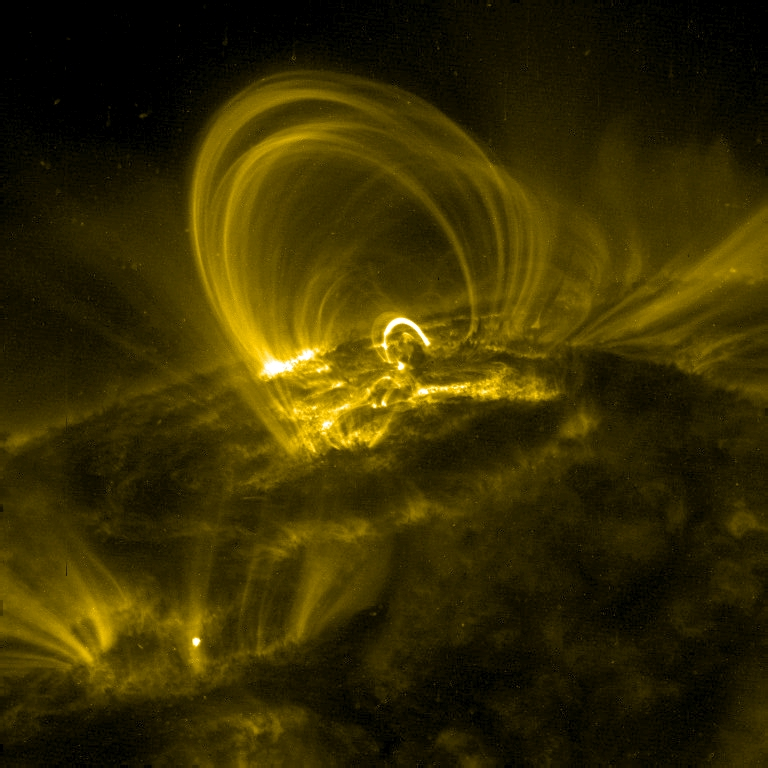
Anéis coronais típicos observados por TRACE.

Anéis coronais formam a estrutura básica da coroa solar inferior e da região de transição solar do Sol, sendo a consequência direta de fluxos magnéticos entortecidos dentro do Sol. A população de anéis coronais pode estar diretamente ligada com o ciclo solar.